# Nina Hartstone
Nina Hartstone (* 20. Jahrhundert) ist eine britische Tontechnikerin.

## Leben
Nina Hartstone wurde als Tochter von Graham V. Hartstone, der ebenfalls ein Tontechniker ist und dreimal für den Oscar nominiert wurde, geboren und kam seinetwegen schon früh in Kontakt mit der Filmindustrie und den Pinewood Studios. Sie studierte an der University of Kent, wo sie ihren Bachelor in Visual and Performed Arts 1992 machte. Anschließend begann sie ihre Karriere in den Pinewood Studios, wo sie zuerst als Gehilfe arbeitete. Ihre erste Arbeit war der 1993 erschienene Film Cyborg Cop, bei dem sie als assistierende Tontechnikerin fungierte. Nachdem sie noch bei weiteren Filmen wie z. B. Michael Collins oder Evita als assistierende Tontechnikerin gearbeitet hatte, war sie 1999 bei dem Film Onegin – Eine Liebe in St. Petersburg zum ersten Mal für das Automatic Dialogue Recording (ADR) verantwortlich. Im selben ja war sie auch zum ersten Mal ein Dialogue Editor bei dem Film Cotton Mary. Auf diese beiden Arten der Tontechnik spezialisierte sich Hartstone anschließend und war bei großen Produktionen wie z. B. bei An Education als Dialogue Editor oder bei Gravity als ADR Editor tätig. Letzterer wurde bei der 86. Oscarverleihung in der Kategorie beste Tonmischung ausgezeichnet, jedoch war Hartstone nicht nominiert worden, sondern nur Niv Adiri, Christopher Benstead, Skip Lievsay und Chris Munro.
Für Bohemian Rhapsody, die Biografie von Queen-Sänger Freddie Mercury, war Hartstone 2018 sowohl als ADR als auch Dialogue Editor tätig und war insgesamt mit John Warhurst, mit dem Hartstone bereits öfter zusammengearbeitet hatte wie z. B. bei Bridget Jones’ Baby seit sie zum ersten Mal 2002 bei The Hours – Von Ewigkeit zu Ewigkeit zusammengearbeitet hatten, für die Tonmischung verantwortlich. Ihre Arbeit, die unter anderem darin bestand die Stimme von Hauptdarsteller Rami Malek wie die von Freddie Mercury klingen zu lassen, wurde sehr gelobt, weswegen Hartstone und Warhurst bei der 72. Verleihung der British Film Awards gemeinsam mit John Casali, Tim Cavagin und Paul Massey in der Kategorie bester Ton ausgezeichnet wurden. Die wichtigste Trophäe ihrer Karriere durfte Hartstone aber bei der 91. Oscarverleihung entgegennehmen, als sie gemeinsam mit Warhurst den Oscar in der Kategorie bester Tonschnitt für diesen Film gewannen. Hartstone ist die erste und einzige europäische Frau, die in dieser Kategorie einen Oscar gewann.
Hartstone ist verheiratet und die Mutter dreier Kinder. Außerdem ist Hartstone Gastprofessorin an der Solent University.

## Filmografie (Auswahl)
- 1993: Cyborg Cop
- 1996: Michael Collins
- 1996: Evita
- 1999: Onegin – Eine Liebe in St. Petersburg (Onegin)
- 1999: Cotton Mary
- 2002: The Hours – Von Ewigkeit zu Ewigkeit (The Hours)
- 2009: An Education
- 2013: Gravity
- 2018: Bohemian Rhapsody

## Auszeichnungen (Auswahl)
Oscar:
- 2019: Oscar in der Kategorie Bester Tonschnitt gemeinsam mit John Warhurst für Bohemian Rhapsody

BAFTA Awards:
- 2019: Gewinn in der Kategorie bester Ton gemeinsam mit John Warhurst, John Casali, Tim Cavagin und Paul Massey für Bohemian Rhapsody